# Cadavrul viu (film-spectacol din 1952)
Cadavrul viu (titlul original: în rusă Живой труп) este un film spectacol dramatic sovietic în două serii (12 tablouri), al teatrului Academic de Dramă A. S. Pușkin din Leningrad, realizat în 1952 de regizorul Vladimir Vengherov, după drama omonimă a scriitorului Lev Tolstoi, protagoniști fiind actorii Nikolai Simonov și Galina Iniutina.

## Rezumat
Nobilul rus Fedor Vasilievici Protasov nu poate suporta ipocrizia mediului său, dar este neputincios să lupte împotriva ei, de aceea începe să bea, pleacă mereu de casă și treptat decade. Comportamentul lui Protasov o aduce pe soția sa Lisa mai aproape de un prieten vechi de familie, Viktor Karenin. 
Incapabil să suporte minciunile și umilința asociate cu procedură de divorț ce urma, Fedya se sinucide să părăsească viața familiei sale pentru totdeauna. Doar datorită unui întâmplări se știe că Fedor Protasov este în viață.
Liza, care s-a împăcat cu moartea soțului ei și a devenit soția lui Karenin, este chemată în judecată sub acuzația de bigamie. Pentru a opri comedia stupidă și înșelătoare a curții și pentru a salva oamenii nevinovați de rușine, Protasov se împușcă.

## Distribuție
- Nikolai Simonov – Feodor Protasov (Fedea)
- Galina Iniutina – Elizaveta Protasova (Liza)
- Elizaveta Time – Ana Pavlovna, mama Lizei
- Klavdia Trofimova – Sașa, sora Lizei
- Anatoli Dubenski – Viktor Mihailovici Karenin
- Elizaveta Jihareva – Ana Dmitrievna Karenina, mama lui Karenin
- Iakov Maliutin – Serghei Dmitrievici Abrezoov, prințul
- Olga Lebzak – Mașa, o țigancă
- Konstantin Adașevski – Afremov, patronul tractirului
- Aleksandr Cekaevski – Ivan Petrovici Alexandrov
- Mihail Ekaterininski – Petușkov, artist
- Aleksandr Kireev – Artemiev, individ dubios
- Bruno Freindlich – investigatorul criminalist
- Ghennadi Miciurin – Petrușin, avocat
- Serghei Sorokin – dirijorul Corului Țiganilor
- Gheorghi Kulbuș – tânărul avocat (nemenționat)
- Vasili Minin – un lacheu (nemenționat)
- Nina Pankova – o membră al corului (nemenționat)
- Gheorghi Osipenko – portarul de la instanță (nemenționat)

## Lansare
A fost lansat în anul 1952 și a avut parte de mare succes comercial, fiind vizionat de 27,5 milioane de spectatori în cinematografele din Uniunea Sovietică.